# Mike Mignola
Pour les articles homonymes, voir Mignola.
Mike Mignola est un dessinateur américain contemporain de comics né le 16 septembre 1960, qui publie notamment chez Dark Horse.

## Biographie
Enfant déjà, Mignola s'oriente vers une atmosphère victorienne de monstres et de fantômes.
Lorsqu'il débute professionnellement, il travaille chez Marvel Comics sur des séries telles que Rocket Racoon, Hulk ou Marvel Fanfare, Mignola est d'abord influencé par Mike Ploog. Il développe un style plus contrasté, proche du clair-obscur et du cinéma expressionniste allemand, au fil des œuvres : Cosmic Odyssey (écrit par Jim Starlin), Gotham by Gaslight (un Batman victorien écrit par Brian Augustyn, et sa première occasion de montrer le style gothique qu'il affectionne), Jungle Saga (écrit par Walter Simonson) ou encore l'adaptation BD de la saga de Fafhrd & Grey Mouser tirée du Cycle des Épées de Fritz Leiber (écrit par Howard Chaykin).
Il est désormais connu pour sa série Hellboy et ses spin-off. Son univers emprunte beaucoup d'éléments à Edgar Allan Poe, Lovecraft,… depuis sa découverte de Dracula étant jeune. Son style graphique est une ligne claire assez élégante avec de nombreux clairs-obscurs et contrastes; il évolue vers un style plus minimaliste au fil des ans pour se concentrer sur la narration.
En 2007, il crée avec Christopher Golden le personnage de Lord Henry Baltimore, vétéran unijambiste dans un univers uchronique où la Première Guerre Mondiale a pris fin à la suite de l'avènement de vampires. Une série de comics, sobrement intitulée Baltimore, narre la chasse que mène le héros pour retrouver le vampire qui assassina sa femme.
Il a également beaucoup travaillé dans le milieu du cinéma et du dessin animé, livrant des recherches de personnages et de décors pour Batman (le design de Mr. Freeze), Batman, la relève ou Atlantide, l'empire perdu. De même, il a participé de près à l'adaptation de Hellboy au cinéma.
Lors de la production du film Hellboy 2, Mike Mignola confie le dessin de sa série principale Hellboy à Duncan Fegredo, se limitant aux couvertures des autres titres de son univers, et avant de reprendre les crayons pour Hellboy en Enfer. Par la suite, il co-scénarise les séries du "Mignola-verse" avec différents auteurs : Scott Allie pour Abe Sapiens, John Arcudi pour BPRD, Chris Roberson pour Hellboy & BPRD: 1953.
Après sa série Hellboy en Enfer, Mignola annonce prendre du recul pour se consacrer à la peinture, qu'il pratique avec un mélange d'aquarelle et de gouache. En 2021, il quitte cette "semi-retraite" pour reprendre le scénario et les illustrations d'une nouvelle histoire de son héros Edward Grey, intitulée Acheron.
Il participe personnellement à l'écriture du scénario du film Hellboy: The Crooked Man de Brian Taylor prévu en 2024.

## Publications
- Docteur Strange & Docteur Fatalis - Triomphe et Tourment (1989), Mike Mignola (dessin), Roger Stern (scénario) ;
- Aliens : Salvation (1993), de Dave Gibbons et Mike Mignola ;
- Wolverine – Jungle Saga (1997), Mike Mignola (dessin), Walter Simonson (scénario), Éditions Bethy S.A.  (ISBN 2-912320-07-0), dossier sur Mike Mignola par Jean-Paul Jennequin ;
- Zombies - Le Maître des Vers (1998), Mike Mignola (scénario), Pat Mc Eown (dessin), L'écho des Savanes / Albin Michel ;
- Odyssée Cosmique (1998), Mike Mignola (dessin), Jim Starlin (scénario), Éditions Bethy S.A.[11] ;
- Lobster Johnson (1999) de Jason Armstrong & Mike Mignola (2 Volumes) ;
- Hellboy : Rencontres (2004), Mike Mignola et Scott Benefiel (dessin), Mike Mignola et James Robinson (scénario), Éditions Semic. ;
- Hellboy : Histoires Bizarres (2004-2009), Éditions Delcourt (plusieurs volumes) ;
- B.P.R.D. (2004-2013), Mike Mignola (scénario), Éditions Delcourt (11 volumes) ;
- Hellboy (2004-), Mike Mignola (scénario et dessin), Éditions Delcourt (plusieurs volumes) ;
- Abe Sapien (2010-), Mike Mignola (scénario), Éditions Delcourt (plusieurs volumes) ;
- Lord Baltimore (2011-), Mike Mignola et Christopher Golden (scénario) et Ben Stenbeck (dessin), Éditions Delcourt (plusieurs volumes) ;
- B.P.R.D. - L'enfer sur Terre (2013-), Mike Mignola et John Arcudi (scénario) et Tyler Crook (dessin),Éditions Delcourt (plusieurs volumes) ;
- Witchfinder, (2013-), Mike Mignola et Allie Scott (scénario) et Ben Stenbeck (dessin), Éditions Delcourt (plusieurs volumes) ;
- Hellboy en Enfer (2014), Mike Mignola (scénario et dessin), Éditions Delcourt ;
- Sledgehammer 44 (2015), Mike Mignola et John Arcudi (scénario) et Jason LaTour (dessin), Éditions Delcourt ;
- B.P.R.D. - Origines (2015-), Mike Mignola (scénario) et Gabriel Bà (dessin), Éditions Delcourt ;
- Hellboy & B.R.P.D. (2016), Mike Mignola et John Arcudi (scénario) et Alex Maleev (dessin), Éditions Delcourt.

## Récompenses
Mike Mignola est récompensé à de nombreuses reprises :
- Prix Eisner :
  - 1995, meilleur auteur réaliste pour Hellboy: les Germes de la destruction
  - 1995, meilleur recueil pour Hellboy: les Germes de la destruction
  - 1997, meilleur auteur réaliste pour Hellboy: Wake the Devil
  - 1998, meilleur auteur réaliste pour Hellboy: Almost Colossus, Hellboy Christmas Special et Hellboy Jr. Halloween Special
  - 2002, meilleure mini-série pour Hellboy: le Ver conquérant
  - 2003, meilleure histoire courte pour « The Magician and the Snake », avec sa fille Katie;
  - 2003, meilleure publication humoristique pour L'Homme à tête de vis
  - 2004, meilleur livre sur la bande dessinée pour The Art of Hellboy
  - 2009, meilleure mini-série pour Hellboy: The Crooked Man
  - 2009, meilleur recueil pour Hellboy Library Edition vol. 1 et 2
  - 2009, meilleure maquette pour les albums de Hellboy (avec Cary Grazzini)
  - 2011, meilleur numéro ou one-shot pour Hellboy n°50 : Double Feature of Evil (avec Richard Corben)
  - 2011, meilleur artiste de couverture pour Baltimore:The Plague Ships
  - 2018, meilleur numéro ou one-shot pour Hellboy : Krampusnight (avec Adam Hughes)

- Prix Harvey:
  - 1995 : meilleur dessinateur pour Hellboy
  - 1996 : meilleur dessinateur pour Hellboy et meilleur album reprenant du matériel auparavant sorti pour Hellboy: Les Loups de Saint Auguste
  - 2000 : meilleur dessinateur pour Hellboy : Le Diable dans la boîte
  - 2008 : meilleur dessinateur de couverture pour Hellboy
  - 2010 : meilleur dessinateur de couverture pour Hellboy : La Fiancée de l'enfer
  - 2011 : meilleur dessinateur de couverture pour Hellboy

- Prix Eagle :
  - 2004, meilleur scénariste/dessinateur;
  - 2007, meilleur scénariste/dessinateur;
  - 2008, prix d'honneur;
  - 2011, meilleur scénariste/dessinateur;
  - 2011, meilleur encreur;

- Prix Haxtur :
  - 1994, meilleure couverture pour Aliens vs Predator n°2
  - 2010, meilleure histoire courte pour Hellboy : L'Homme tordu (avec Richard Corben)

- Prix Inkwell :
  - 2009 : « tout-en-un »

- Prix humanitaire Bob-Clampett 2021 (avec son épouse Christine)